# ギニア湾
ギニア湾（ギニアわん、英語:Gulf of Guinea、フランス語:Golfe de Guinée、スペイン語:Golfo de Guinea、ポルトガル語:Golfo da Guiné）は、西アフリカ中央部にある大湾。ニジェール川、ヴォルタ川、コンゴ川などが注ぎ、湾内に緯度0度（赤道）と経度0度（本初子午線）の交点（ヌル島）がある。
カメルーン火山列はギニア湾に近いカメルーン山から北のチャド湖に向かって引かれている玄武岩の火山列で、ビオコ島やサントメ・プリンシペの列島まで続くと考えられ、大陸地殻から海洋地殻まで連続する地質学的に珍しい場所である。
沿岸部ではかつて、ヨーロッパとの貿易商により奴隷・金・象牙・穀物などが取り引きされた。1980年代に石油資源が発見され、以後盛んに開発が行なわれている。

## 沿岸国
- リベリア
- コートジボワール
- ガーナ
- トーゴ
- ベナン
- ナイジェリア
- カメルーン
- 赤道ギニア
- ガボン
- サントメ・プリンシペ
- コンゴ共和国
- コンゴ民主共和国
- アンゴラ

## ギニア湾の島々
エロベイ諸島（小エロベイ島、大エロベイ島）赤道ギニア
コリスコ島（赤道ギニア及びガボンの係争地）
ビオコ島（赤道ギニア、火山島）
ボンボン島（サントメ・プリンシペ）
プリンシペ島（サントメ・プリンシペ、火山島）
カロス島（サントメ・プリンシペ）
カブラス島（サントメ・プリンシペ、火山島）
サントメ島（サントメ・プリンシペの首都サントメがある、火山島）
ロラス島（サントメ・プリンシペ、赤道直下のモニュメントがある）
アンノボン島（赤道ギニア、火山島）

## 石油資源
- 1980年代より資源探査が進められ、湾内の大陸棚に世界屈指の埋蔵量を誇る油田、天然ガス田があることが確認された。
- 沿岸国のナイジェリア、湾内のビオコ島を領有する赤道ギニア、サントメ・プリンシペなどにより海底油田の開発が進められている。

## 海賊
海賊行為が発生していて、2011年10月国連安全保障理事会がギニア湾での海賊行為及び武装強盗に非難決議を採択した。2018年1月から6月までにナイジェリアを拠点とする海賊に商船や漁船が襲われ船員35人が誘拐されている。2022年5月19日にもIMOこと国際海事機関も対処を求める事態となり、国連安保理も5月31日にこれらの海賊行為や武装強盗を非難する決議第2634号を全会一致で採択した。